# Gmünder Geschichtsverein
Der Gmünder Geschichtsverein e. V. wurde 1964 gegründet und widmet sich der Erforschung der Geschichte der Stadt Schwäbisch Gmünd und ihrer Region. Der Verein hat derzeit (2020) rund 250 ordentliche Mitglieder und bietet ein abwechslungsreiches Programm mit Vorträgen, Publikationen, Führungen und Exkursionen an.

## Vorgeschichte
Seit der erstmaligen Herausgabe der Zeitschrift Gmünder Heimatblätter durch die Heimatkundliche Arbeitsgemeinschaft im Jahr 1928 wurde in Schwäbisch Gmünd immer wieder die Gründung eines Geschichts- und Heimatvereins erwogen, jedoch nicht realisiert. Die beteiligten Personen (insbesondere Franz Dietzel und Albert Deibele) fürchteten eine inhaltliche Beeinflussung durch die Nationalsozialisten und verzichteten daher auf eine Institutionalisierung ihrer Arbeitsgemeinschaft, die monatlich im Stadtarchiv oder einem Gasthaus einen Abendvortrag sowie gelegentliche Exkursionen anbot. Mit der Versetzung Deibeles nach Hellershof im Jahr 1942 stellte die Heimatkundliche Arbeitsgemeinschaft schließlich ihre Tätigkeiten ganz ein. Bereits Ende 1937 hatten die Gmünder Heimatblätter mit Abschluss ihres 10. Jahrgangs eingestellt werden müssen. Die NSDAP belebte diese Zeitschrift als Neue Folge zwar wieder, jedoch musste sie nach nur sieben weiteren Ausgaben bereits im Sommer 1939 kriegsbedingt wieder eingestellt werden.
Nach dem Kriegsende wurde am 5. August 1949 von Franz Dietzel, Stadtarchivar Albert Deibele und Carl Wagenblast als ständigem Vertreter der Stadtverwaltung der Bund für Heimatkunde begründet. Dieser führte nicht nur die Aktivitäten der Heimatkundlichen Arbeitsgemeinschaft fort, sondern übernahm auch die Aufgaben des Heimat- und Verkehrsvereins. Als neues Mitteilungsorgan diente die Zeitschrift Unsere Heimat, die 1948–1949 als monatliche Beilage zur Neuen Württembergischen Zeitung erschien. Nach nur zwei Jahrgängen wurde diese Heimatbeilage eingestellt, und auch der Bund für Heimatkunde „entschlief (…) nach kurzer Zeit still und friedlich ohne eigentlichen Todeskampf.“
In der Folge wurden durch Dietzel und Deibele erneut die Gmünder Heimatblätter herausgegeben, die 1950 im 12. Jahrgang erschienen und damit bewusst an die Vorkriegstraditionen anknüpften (auch die Neue Folge von 1939 wurde als 11. Jahrgang mitgezählt). Nach dem Tod Dietzels 1957 ging die Redaktion auf Deibele über, der die Zeitschrift als Schriftleiter bis zu ihrer letzten Ausgabe im Juni 1966 herausgab.

## Gründung und Zielsetzung
Der Gmünder Geschichtsverein wurde am 21. Oktober 1964 begründet. Auf wen die letztliche Initiative zur Gründung zurückgeht, ist nicht geklärt: während Deibele diese für sich in Anspruch nimmt, gab der Gründungsvorsitzende, Gerhard Kolb, an, dass sich Deibele gegen eine Vereinsgründung gesträubt haben soll. Neben Kolb wurden Albert Deibele als stellvertretender Vorsitzender, Carl Wagenblast als Schriftführer und Albert Dangel als Kassier in den Vorstand gewählt, der sich noch aus weiteren fünf Beisitzern zusammensetzte.
Bereits am 16. November 1964 richtete sich der Vorstand des neu gegründeten Vereins in einem Aufruf an die Bevölkerung und lud zur Mitwirkung ein. Als Vereinsziele wurden neben der Erforschung der Geschichte von Stadt und Land des Kreises Schwäbisch Gmünd auch der Erhalt wertvoller Kulturdenkmäler und ansprechender Ortsbilder genannt. Durch Vorträge, Veröffentlichungen und Führungen sollte Interesse an der Vergangenheit Schwäbisch Gmünds und seines Umlandes geweckt werden. Jedes ordentliche Mitglied erhält bis heute jährlich eine Publikation als Jahresgabe. Als Vereinszeitung wurden zwischen 1981 und 1992 in 48 Ausgaben die Gmünder Geschichtsblätter veröffentlicht, die als Beilage zur Gmünder Tagespost erschienen.
Über die traditionell enge Bindung des Vereins an das Stadtarchiv hinaus, wird die monatliche Vortragsreihe in Kooperation mit der VHS Schwäbisch Gmünd ausgerichtet. Darüber hinaus werden regelmäßig gemeinsame Veranstaltungen mit dem Gmünder Museumsverein e. V. und dem Arbeitskreis Alt-Gmünd e. V. angeboten. In den Pfingstferien finden seit 1992 mehrtägige Exkursionen zu geschichts- und kunstträchtigen Zielen in Deutschland und Europa statt. 

## Vorsitzende
| Amtszeit  | Name                  | Stellvertreter                                      |
| --------- | --------------------- | --------------------------------------------------- |
| 1964–1971 | Gerhard Kolb          | Albert Deibele                                      |
| 1972–1976 | Hermann Kissling      | Albert Deibele (1972), Peter Spranger (ab 1972)     |
| 1976–1978 | Fritz Naschold        | Peter Spranger                                      |
| 1978–1989 | Gerd Noetzel          | Peter Spranger                                      |
| 1989–2004 | Michael Lang          | Peter Spranger (bis 1999), Egon Butz (ab 1999)      |
| 2004–2013 | Klaus Jürgen Herrmann | Hansjürgen Meier                                    |
| seit 2013 | Karlheinz Hegele      | Hansjürgen Meier (bis 2014), Michael Lang (ab 2014) |